# 一乘谷之戰
一乘谷城之戰是天正元年（1573年）織田氏與朝倉氏在刀根山口所爆發的戰爭，結果織田軍攻破朝倉軍，進而追擊殺入越前將朝倉家毀滅，由於激戰地點並非在一乘谷城，所又名刀根坂之戰。

## 兩軍對峙
天正元年（1573年）8月，在淺井家臣山本山城城主阿閉貞征透過木下藤吉郎倒戈織田家後，雲雀山城城主淺見景親也表態投降織田家，因此織田信長8月8日決定出兵攻打北近江的淺井家領地，兵力數量有6萬、3萬等說法，織田軍隨即包圍了淺井家的月瀨城，8月9日晚間，月瀨城便開城降伏。
為抵抗織田家的侵襲，淺井長政派遣使者前往越前，乞求盟友朝倉義景發兵救援，儘管朝倉景鏡跟魚住景固等朝倉家臣反對出兵，但朝倉義景依然率領2萬兵力南下救援，在小谷城附近的余吳、木之本、田部山，讓家臣小林彦六左衛門、齋藤刑部少輔、豐原寺西方院率五至六百名士兵鎮守大嶽城，平泉寺僧兵玉泉坊共六至七百人與淺井家臣中島宗左衛門守丁野城，朝倉土佐守、堀江甚介則代替淺井家士兵入駐淺嶽城。
而織田信長也將本陣設置在小谷城西南方的虎御前山，丹羽長秀跟瀧川一益進入雲雀山城，柴田勝家、佐久間信盛、不破光治、木下藤吉郎、前田利家、淺井政貞、丸毛長照、塚本小大膳布陣在大寄村西方，稻葉一鐵也率領一千人在高月鄉監視朝倉義景。
淺井長政率淺井井規跟赤尾清綱試圖攻打雲雀山城，但因為丹羽長秀跟瀧川一益協防而失敗，織田軍的佐佐成政、前田利家跟不破光治也率軍突襲，擊破了淺井長政本陣。淺井長政率軍回軍時，又遭到柴田勝家跟木下藤吉郎的追擊，總共損失了三百名士兵。

## 大嶽城、丁野城失陷
8月12日，在織田大軍壓境下，淺井家的燒尾城主淺見道西透過阿閉貞征投降織田家，引領織田軍攻擊大嶽城，織田信長讓長子織田信忠鎮守虎御前山的本陣，親自率領馬迴眾趁著風雨對大嶽城發動夜襲，朝倉家臣小林彦六左衛門、齋藤刑部少輔、豐原寺西方院在大嶽城被織田軍攻破二重塀障後，前波吉繼做為織田家的使者進入城中勸降，順利說服小林彦六左衛門、齋藤刑部少輔、豐原寺西方院率五百朝倉軍向織田信長投降。
因為從越前帶來的兵力已全數投降，加上風雨勁急、夜晚昏暗等因素，朝倉義景並未發覺大嶽城的淪陷，織田信長經由降兵得知朝倉本陣所在後，讓塚本小大膳、不破光治、直光父子、丸毛長照、兼利父子留守大嶽城，織田信長持續進襲丁野城，當時丁野城守軍仍有四至五千，中島宗左衛門跟玉泉坊也相當擅長防守，因此織田信長派遣一名僧人入城勸降，玉泉坊遂開城投降。
織田信長連續拿下大嶽城跟丁野城後，為了切斷淺井長政跟朝倉義景的聯繫，派遣柴田勝家、佐久間信盛、木下藤吉郎將陣地移往大嶽城北邊的山田村，並投入磯野員昌、阿閉貞征、山崎片家、樋口直房、多賀常則助陣。

## 刀根坂之戰
大嶽城跟丁野城的失陷使朝倉義景大感意外，織田信長也判斷朝倉軍不會繼續作戰，要求旗下諸將加強監視，而朝倉義景在柳瀨召開軍議後，家臣山崎吉家建議回軍越前死守一乘谷城，義景採納其建議，就在13日晚間決定經由刀根山、敦賀往疋田城撤退。
但朝倉義景的撤退完全被織田信長預料，但織田家家臣柴田勝家、丹羽長秀、佐久間信盛、瀧川一益、稻葉一鐵、羽柴秀吉卻未發覺，織田信長遂親自率領前田利家、佐佐成政率500人追殺過去，佐久間信盛等人這時才發覺朝倉軍的撤退，趕緊發兵與織田信長在地藏山會合，急起直追撤退的朝倉軍。
織田軍追到中野河內口跟刀根山口的岔路時，發現朝倉軍分成兩路各自撤退，織田軍諸將商議後，認為朝倉義景應該會撤往疋田、敦賀一帶的城池，因此選擇往刀根山口發兵。果然，朝倉軍往中野河內口撤退的是雜兵，當主朝倉義景與重臣是走刀根山口。
織田軍銜尾追至刀根山嶺對朝倉軍發動突襲，儘管河合吉統一度想以魚鱗陣應戰，仍被前田利家、佐佐成政、福富秀勝跟木下藤吉郎擊破，一些朝倉家的忠臣勉力抵擋，卻仍不敵織田軍的攻勢，混亂中大敗，被討死逾3千人。朝倉景健、朝倉景胤死命突圍下，朝倉義景受鳥居景近跟高橋景業保護逃往敦賀，重臣山崎吉家、河合吉統、朝倉景行、朝倉景冬等重臣被討死的達三十餘人，連依附朝倉家的齋藤龍興也被討死於此戰中，印牧能信被不破光治家臣原野賀左衛門所擒後不願投降而被命令自盡。
為了阻止織田軍持續追殺，朝倉景胤跟朝倉景賴在14日率3百士兵殿後，結果被織田軍先鋒木下藤吉郎擊破，朝倉景胤逃亡，朝倉景賴當場被織田軍給討死。朝倉景綱則拒絕朝倉義景集結敗兵的命令，擅自帶領士兵離開。朝倉義景在撤退途中，本欲戰死相殉，但被鳥居景近跟高橋景業勸阻，最後朝倉義景在8月15日逃至越前府中時，身邊只剩下5.6個人，然後再繼續逃回一乘谷城。

## 一乘谷之戰
朝倉義景這場大敗後，疋田、敦賀、賤岳的朝倉家城池的守城士兵陸續逃離，連在若狹國包圍國吉城粟屋勝久的朝倉軍也逃離了，織田信長直接率軍進入敦賀，直到17日再揮軍越過木目峠對朝倉家發動突擊，18日時便拿下府中龍門寺城。朝倉家臣魚住景固也將自己的兒子彦三郎送往織田家當人質，表態投降織田家。
逃回一乘谷城的朝倉義景倍感絕望，再度召開軍議時，一度想殺死兒子愛王丸以免其死於敵人之手，並燒毀家寶。最後是在鳥居景近的勸說下才同意逃往越前國內地勢較險峻的大野郡依附從弟朝倉景鏡。朝倉義景帶著母親高德院跟兒子愛王丸捨棄一乘谷城前往大野郡的東雲寺，並向一向友好的平泉寺送去黃金名畫，希望平泉寺的僧兵能出陣協助。
織田信長在19日進入府中，正式攻入一乘谷城，以柴田勝家跟木下藤吉郎、明智光秀率3千人、織田信長本陣5千人及其他武將3千人在城中放火。而平泉寺的僧兵也決定叛離朝倉家，改投效織田家，並且通知織田信長有關朝倉義景藏匿在大野郡的消息，一乘谷城在織田軍的火攻下許多百姓家都遭殃，佛閣堂舍皆化為灰燼，但織田信長後續卻給予領地安堵，安撫越前百姓。織田信長也派遣柴田勝家、稻葉一鐵、氏家直通、安藤守就領兵往平泉口追擊朝倉義景，並且搜捕朝倉家的殘黨。
聽聞織田信長追擊而來，朝倉景鏡勸說朝倉義景移往山田庄的六坊賢松寺，但稻葉一鐵藉由賄賂當地居民獲知朝倉義景的行蹤，遂率領軍隊包圍賢松寺，同時勸說朝倉景鏡投降織田家。判斷朝倉家已不可為的朝倉景鏡決定聽從稻葉一鐵的建議，率領2百人包圍賢松寺，逼迫朝倉義景自盡。
朝倉義景無奈下，寫出"七顛八倒，四十年中。無他無自，四大本空"這段辭世句後，由鳥居景近跟高橋景業協助朝倉義景介錯，高橋景業隨後自盡，鳥居景近則為了保護主君屍體而拼命和朝倉景鏡戰鬥最終被討死。朝倉景鏡隨後捕捉到了朝倉義景的母親高德院跟兒子愛王丸，帶著朝倉義景的首級前往府中龍門寺城經由魚住景固仲介拜見織田信長請降，織田信長為了斬草除根，命令丹羽長秀殺害朝倉義景的母親高德院跟兒子愛王丸。

## 戰後
織田信長命令長谷川宗仁將朝倉義景的首級送往京都的獄門示眾，並任命前波吉繼擔任越前守護代，統領越前國。安排木下祐久、津田元嘉、三澤秀次進入北之莊城做為奉行輔佐前波吉繼，富田長繁獲得府中龍門寺城。朝倉遺臣朝倉景鏡、朝倉景健、朝倉景盛、朝倉景胤、朝倉景綱、魚住景固、小泉長利、溝江長逸等皆向織田家投降，而織田信長消滅朝倉氏後，兵鋒轉南又繼續攻擊小谷城，淺井氏在失去外援後完全絕望，城落滅亡（小谷城之戰）。
當年11月，織田信長上洛時新降的朝倉家臣亦隨之進京，信長的安排下，前波吉繼改名為桂田長俊，朝倉景鏡獲得織田信長賜與「信」字，並以居城亥山城的別名土橋城為姓氏，改名為土橋信鏡。朝倉景健以居城安居城，改姓為安居景健。朝倉景綱以居城織田城，改姓為織田景綱。溝江長逸又加封了原屬於朝倉景行在北之莊的領土。
儘管織田信長順利消滅了朝倉義景，攻佔越前一國，隨後又消滅北近江的淺井家，但因為前波吉繼統御不佳，與富田長繁激烈內鬥，加賀一向一揆伺機大舉入侵，引發越前一向一揆，完全動搖織田家在越前的統治基礎，使織田信長在天正三年（1575年）又再度進軍越前跟一向一揆戰鬥。

## 參戰武將
| - 織田軍 - 織田信長 - 織田信忠 - 柴田勝家 - 丹羽長秀 - 瀧川一益 - 佐久間信盛 - 羽柴秀吉 - 蜂屋賴隆 - 蒲生賢秀 - 蒲生氏鄉 - 稻葉一鐵 - 稻葉貞通 - 氏家直通 - 不破光治 - 佐佐成政 - 前田利家 - 安藤守就 - 山岡景隆 - 山岡景猶 - 山崎片家 - 丸毛長照 - 丸毛兼照 - 進藤賢盛 - 永田景弘 - 永原重康 - 多賀常則 - 塚本小大膳 - 磯野員昌 - 樋口直房 - 阿閉貞征 - 前波吉繼 | - 朝倉軍 - 朝倉義景 - 朝倉景行 - 朝倉景賴 - 朝倉道景 - 朝倉景氏 - 朝倉景冬 - 山崎吉家 - 山崎吉延 - 河合吉統 - 鳥居景近 - 高橋景業 - 青木景康 - 印牧能信 - 詫美行忠 - 齋藤龍興 - 朝倉降將 - 朝倉景鏡 - 朝倉景健 - 朝倉景胤 - 朝倉景盛 - 朝倉景綱 - 魚住景固 - 溝江長逸 - 小泉長利 - 小林彥六左衛門 - 齋藤刑部少輔 - 豐原寺西方院 - 玉泉坊 |